# Live at Pompeii
Pink Floyd: Live at Pompeii és un film d'Adrian Maben al qual Pink Floyd interpreta, en solitari, sis temes de la seva primera època més psicodèlica barrejada amb múltiples tints de rock progressiu, a les ruïnes de l'antic amfiteatre de Pompeia (Itàlia).

## Idea original
L'enregistrament de les interpretacions dels temes «Echoes» i «One of These Days» (de l'àlbum Meddle) i «A Saucerful of Secrets» (de l'àlbum homònim es produí entre els dies 4 d'octubre i 7 d'octubre de 1971. La resta de temes foren filmats a un estudi de París mitjançant múltiples imatges projectades que foren inserides juntament amb les gravacions.
Aquestes seqüències enregistrades a París van ser realitzades a final de 1971 i principi de 1972. S'hi pot apreciar com Rick Wright no duu barba, a diferència del que ocorre en les seqüències de Pompeia. Aquesta primera versió de l'enregistrament fou projectada a diferents cinemes el setembre de 1972, i en la nova edició en DVD està també inclosa. L'agost de 1974, una altra versió fou llançada, al qual es combina l'enregistrament original amb diferents escenes de les sessions de gravació de l'àlbum The Dark Side of the Moon als estudis de l'EMI a Abbey Road (Londres). De fet, aquestes escenes foren enregistrades a propòsit només per al film, perquè la gravació de l'àlbum ja havia finalitzat i els membres del grup es trobaven llavors en el procés de mescla.

## Canvis en les versions
La versió original del film, d'una durada d'una hora, tan sols mostrava les actuacions del grup en directe. La segona versió de 1974 contenia material addicional i escenes del grup de Cambridge enregistrant l'àlbum The Dark Side of the Moon, juntament amb entrevistes als membres del grup realitzades pel mateix Adrian Maben. Aquesta segona versió tenia una duració de 80 minuts.
La darrera versió, ja en DVD, fou publicada el 2003 i s'anomena The Director's Cut («el muntatge del director») i dura 92 minuts. A més del concert original, les escenes a l'estudi d'enregistrament i les entrevistes, conté també imatges generades per ordinador de l'espai exterior i de l'antiga ciutat de Pompeia, com també seqüències reals del carrer Abbey Road i de les missions Apollo. L'enregistrament ha estat revisat i millorat i es presenta en format 16:9, mentre que la primera versió del concert original, de 1972, s'inclou com a extra.

## Llista de temes

### Versió original de 1972
1. "Intro Song"
2. "Echoes, Part I"
3. "Careful with That Axe, Eugene]"
4. "A Saucerful of Secrets"
5. "One of These Days"
6. "Set the Controls for the Heart of the Sun"
7. "Mademoiselle Nobs"
8. "Echoes, Part II"

### Versió de 1974 i versió enVHS
1. "Intro Song"
2. "Echoes, Part I"
3. "On the Run" (estudi)
4. "Careful with That Axe, Eugene"
5. "A Saucerful of Secrets"
6. "Us and Them" (estudi)
7. "One of These Days"
8. "Set the Controls for the Heart of the Sun"
9. "Brain Damage" (estudi)
10. "Mademoiselle Nobs"
11. "Echoes, Part II"

### Muntatge del director (2003)
1. "Echoes, Part I" (combinada amb imatges d'estudi de "On the Run")
2. "Careful with That Axe, Eugene"
3. "A Saucerful of Secrets"
4. "Us and Them" (estudi)
5. "One of These Days"
6. "Mademoiselle Nobs"
7. "Brain Damage" (estudi)
8. "Set the Controls for the Heart of the Sun"
9. "Echoes, Part II"

Altres noms:
- Echoes: Pink Floyd (EUA)
- Pink Floyd in Pompeii (Bèlgica)